# Léo Bouyssou
Pour les articles homonymes, voir Bouyssou.
Léo Bouyssou, né le 2 décembre 1872 à Montpezat (Lot-et-Garonne) et mort le 16 novembre 1935 à Paris, est un homme politique français.

## Biographie
Léo Bouyssou est le fils de Jean Second Bouyssou et Marie Trussan, cultivateurs propriétaires dans la commune de Montpezat.
Élève brillant, après avoir obtenu le certificat d'études, il a continué ses études afin de devenir enseignant. Il commence sa carrière comme professeur d'école primaire supérieure dans le département de la Loire, puis  professeur de l’École normale de Montbrison (Loire) et d’Amboise (Indre-et-Loire). Il devient inspecteur de l'enseignement primaire en Dordogne, puis à Mirande (Gers), et enfin à Saint-Sever (Landes) où il se fixe en 1902.
Précédemment, il épouse le 2 septembre 1896 à Mano (Landes) Louise Françoise Aguillon (1870-), fille de Louis Gonzague Aguillon, notaire et maire du village de Mano.
En 1904, il succède à son beau-père, comme maire de Mano. Sa politique déplut au député de François Jumel qui réussit à le faire déplacer à Mirande (Gers)pour l'obliger à se démettre de son mandat municipal. Léo Bouyssou préféra abandonner l'enseignement pour conserver sa mairie. Le conflit fut si violent entre les deux hommes qu’il passa de l’invective à la claque, affront qui se lava par un duel à l’épée sans vainqueur. Bouyssou se présente aux élections législatives de 1906, contre son oppresseur. Il le bat au second tour et devient député de la 1e circonscription (Mont-de-Marsan) de l'époque. Il conserva son son siège jusqu'à sa mort en 1935. 
En 1907, il est élu conseiller général du canton de Sabres, et président du Conseil général des Landes en 1924, siège qu'il conserva également jusqu'à sa mort. A son décès, Charles Lamarque-Cando. est élu à la tête du canton de Sabres.

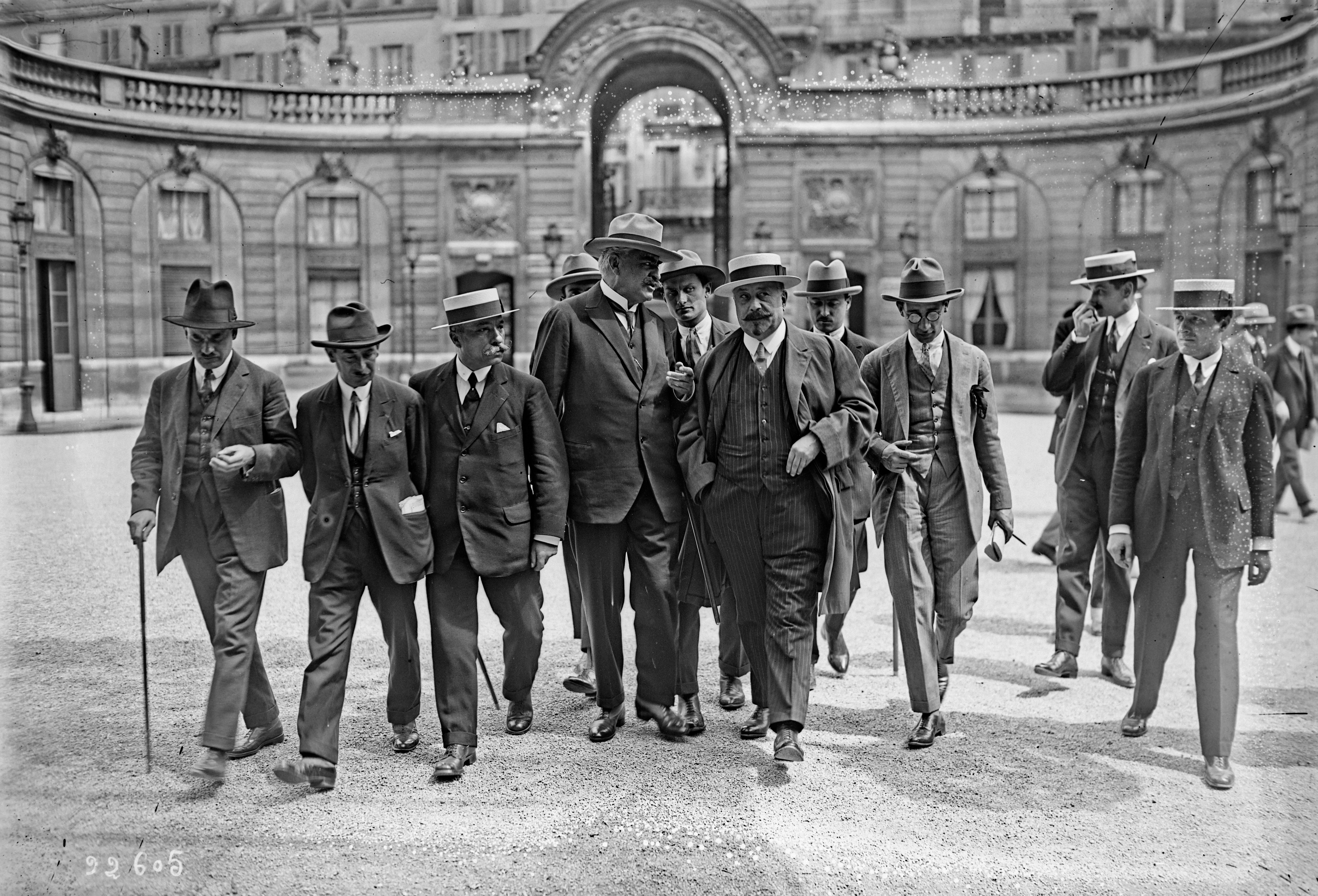
Sortie de l’Élysée de M. Bouyssou (4e en partant de la gauche)

A la Chambre des députés, il est inscrit dans le groupe radical-socialiste. Il y aborde les problèmes de l'enseignement, de la forêt dont les incendies, la résine, les dunes littorales et les forêts domaniales, ainsi que ceux du permis de chasse et des assurances mutuelles agricoles. Il est élu vice-président de la Chambre de 1924 à 1930. Il joua un rôle important dans les événements qui provoquèrent la chute de Raymond Poincaré de la présidence du Conseil, en mars 1924. En mai 1924, il est réélu avec les députés landais Gaston Lalanne, Pierre Deyris et Robert Lassalle. En janvier 1927, il se présente à la présidence du Conseil mais est battu. Membre à plusieurs reprises de la Commission de l'enseignement des Beaux-Arts, il devient Sous-secrétaire d’État aux Beaux-Arts le 23 février 1930 dans le premier Cabinet de Camille Chautemps, renversé deux jours après.
Léo Bouyssou était membre du Grand Orient de France au sein de la loge maçonnique « Les Travailleurs »  de Levallois-Perret et de l'Association fraternelle des journalistes. 
Il décède en cours de mandat le 16 novembre 1935. Le président de la Chambre, Fernand Bouisson, prononce quelques jours après l'éloge de sa longue carrière au service des intérêts agricoles et sylvicoles et à celui des pensionnés.

## Mandats
- Maire de Mano (Landes) à partir de 1906 ;
- Député radical des Landes de 1906 à 1935 ;
- Conseiller général du canton de Sabres de 1907 à 1935 ; président du Conseil général des Landes de 1924 à 1935[5].

- Sous-secrétaire d'État aux Beaux-Arts du 23 février au 25 février 1930 dans le gouvernement Camille Chautemps I

## Sources
- « Léo Bouyssou », dans le Dictionnaire des parlementaires français (1889-1940), sous la direction de Jean Jolly, PUF, 1960 [détail de l’édition]
- Sylvie Guillaume et Bernard Lachaise, Dictionnaire des parlementaires d'Aquitaine sous la Troisième République, Talence, Presses Universitaires de Bordeaux, 1998, 624 p. (ISBN 2-86781-231-3, présentation en ligne, lire en ligne), p. 370-373